# Plaque d'immatriculation slovène
Les plaques slovènes sont composées des trois lettres SLO (Slovenia) suivies de deux lettres et des armoiries, puis de deux lettres et de trois chiffres (en règle générale sur les plaques les plus récentes) pouvant être au nombre de 9[pas clair]. Elles sont écrites en noir sur fond blanc.
Les plaques d'immatriculation de Ljubljana, Maribor et Celje, ont souvent une numérotation différente des autres localités.